# Intermédiaire en financement participatif
Pour les articles homonymes, voir IFP.
L'intermédiaire en financement participatif (IFP) est l'une des catégories de professionnels de la vente des produits bancaires, notamment, des crédits.

## Définition juridique
Cette catégorie d'intermédiaire est posée par l'ordonnance 2014 559 du 30 mai 2014, portant sur la réglementation du financement participatif (crowdfunding, en anglais).
Ce nouveau statut est soumis à des conditions d'accès et à des conditions spécifiques de responsabilité professionnelle, à compter du 1er octobre 2014.
Sont intermédiaires en financement participatif les personnes qui exercent, à titre habituel, l'intermédiation (la mise en relation, au moyen d'un site internet, de porteurs de projet et les personnes finançant ce projet, sous certaines conditions) pour les opérations de prêt à titre onéreux ou sans intérêt, ainsi que pour des opérations de dons.
Seules les personnes morales peuvent être intermédiaires en financement participatif.

## Conditions d'exercice

### Devoir de mise en garde
Les Intermédiaires en financement participatif constituent, avant tout, des vendeurs de produits bancaires comportant des risques spécifiques.
En ce sens, ils sont soumis aux principes développés, depuis le début des années 2000, dans le domaine de la distribution bancaire indépendante des fournisseurs de produits.
Leurs obligations de mise en garde sont formulées par l'article L. 548-6 du Code monétaire et financier.